# Maisons des Illustres

Logo du label.

Le label Maisons des Illustres est un label français créé « pour signaler au public les lieux dont la vocation est de conserver des collections en rapport avec des personnalités et de leur donner une meilleure visibilité », afin de mettre en valeur des demeures remarquables par leur histoire et ceux qui les ont habitées. Le label est valable cinq ans, renouvelable. L'édifice doit être ouvert au moins 40 jours par an et ne pas avoir une vocation principalement commerciale.
Le label est créé par le ministre de la Culture et de la Communication Frédéric Mitterrand en septembre 2011,. Il compte, en 2024, 249 établissements labellisés, dont certains à l'étranger.

## Statistiques
Le tableau suivant recense le nombre d'édifices labellisés dans les régions françaises en 2024.
| Région                     | Édifices |
| -------------------------- | -------- |
| Auvergne-Rhône-Alpes       | 19       |
| Bourgogne-Franche-Comté    | 19       |
| Bretagne                   | 8        |
| Centre-Val de Loire        | 20       |
| Corse                      | 3        |
| Grand Est                  | 20       |
| Guadeloupe                 | 4        |
| Guyane                     | 3        |
| Hauts-de-France            | 10       |
| Île-de-France              | 40       |
| Martinique                 | 2        |
| Normandie                  | 19       |
| Nouvelle-Aquitaine         | 28       |
| Occitanie                  | 24       |
| Pays de la Loire           | 7        |
| Polynésie française        | 1        |
| Provence-Alpes-Côte d'Azur | 17       |
| Hors de France             | 5        |
| Total                      | 249      |

## Sources
- Cet article est partiellement ou en totalité issu de l'article intitulé « Les maisons des illustres » (voir la liste des auteurs).